# Pristimantis altae
Pristimantis altae es una especie de anfibio anuro de la familia Strabomantidae. Se encuentra en Costa Rica y Panamá. Su hábitat natural son los bosques húmedos subtropicales o tropicales de tierras bajas y bosques húmedos tropicales o subtropicales de montaña.